# Parentia nigropilosa
Parentia nigropilosa är en tvåvingeart som först beskrevs av Macquart 1847.  Parentia nigropilosa ingår i släktet Parentia och familjen styltflugor. Inga underarter finns listade i Catalogue of Life.